# Július Szöke
Július Szöke [július széke] (1. srpna 1995, Hnúšťa) je slovenský fotbalový záložník a bývalý mládežnický reprezentant do 18, 19 a 21 let, od července 2025 hráč kyperského mužstva AEL Limassol. Mimo Slovensko působil na klubové úrovni v Kazachstánu, Bělorusku, Izraeli a na Kypru. Nastupuje na postu defenzivního nebo středního záložníka.

## Klubová kariéra
Svoji fotbalovou kariéru začal v týmu FK Iskra Hnúšťa, odkud v žácích přestoupil nejprve do celku MŠK Rimavská Sobota a poté do mužstva FO ŽP ŠPORT Podbrezová. Před sezonou 2013/14 se propracoval do "áčka" Podbrezové, kde s výjimkou hostováních v klubech MFK Ružomberok a FC ViOn Zlaté Moravce působil až do března 2016. V Podbrezové si zahrál druhou ligu i nejvyšší soutěž.

### Šachťor Karaganda FK

#### Sezóna 2016
Před ročníkem 2016 hraném systémem jaro – podzim přestoupil do Kazachstánu, konkrétně do týmu Šachťor Karaganda FK. Do Karagandy jej chtěl kouč Jozef Vukušič, který Szökeho trénoval v Ružomberku.
První ligový zápas v dresu Šachťoru odehrál v úvodním kole 12. března 2016 v souboji s mužstvem FC Astana (prohra 1:2), nastoupil na celý zápas. Svoje první góly v lize v této sezoně dal v 5. a 6. kole proti klubům FK Žetisu a FK Akžajyk, v obou utkáních výhry 2:1. Potřetí v ročníku skóroval 22. října 2016 v odvetě se Žetisem (výhra 4:1), prosadil se ve 12. minutě. S Karagandou bojoval v této sezoně o záchranu, která se zdařila.

#### Sezóna 2017
Svoji premiérovou branku v ročníku zaznamenal v souboji s celkem Okžetpes FK, když ve 13. minutě vsítil jediný a tudíž vítězný gól střetnutí. Následně se střelecky prosadil ve 23. kole hraném 12. srpna 2017 proti týmu FC Ordabasy, když dal branku na konečných 2:1. Na jaře 2017 postoupili se spoluhráči až do semifinále tamního poháru, kde vypadli ve dvojzápase s mužstvem FK Atyrau po výhře 1:0 doma a prohře 0:3 venku.

### FK Šachtěr Salihorsk

#### Sezóna 2018
V lednu 2018 podepsal jako volný hráč dvouletou smlouvu s běloruským klubem FK Šachtěr Salihorsk, zájem o něj měly i týmu z Kazachstánu, Polska, Maďarska a Skotska. Kontrakt později v průběhu tohoto angažmá prodloužil. Debut v lize si v dresu Šachtěru Salihorsk připsal 31. března 2018 v souboji s Dynamem Brest, kdy při remíze 0:0 na domácím trávníku odehrál celých 90 minut. Poprvé v sezoně se trefil ve 12. kole proti Luchu Minsk (výhra 2:0), když ve 14. minutě otevřel střelecký účet zápasu. Svůj druhý ligový střelecký zásah v ročníku zaznamenal v souboji s týmem FC Torpedo Minsk, se spoluhráči vyhráli na hřišti soupeře 3:2.
Na podzim 2018 se svým zaměstnavatelem postoupil přes mužstvo Connah's Quay Nomads FC z Walesu (výhry 3:1 venku a 2:0 doma) do druhého předkola Evropské ligy UEFA 2018/2019, kde vypadli se spoluhráči po domácí remíze 1:1 a prohře 1:3 venku po prodloužení s polským klubem Lech Poznań.

#### Sezóna 2019
Poprvé a zároveň i jedinkrát v sezoně skóroval 21. září 2019 ve 22. kole v souboji s týmem FC Vitebsk (výhra 4:0), když ve čtvrté minutě dával na 1:0. V jarní části sezony získal se Salihorskem domácí pohár a v průběhu podzimu 2019 postoupili se Šachtěrem přes celek Hibernians FC z Malty (výhry 2x 1:0) a dánské mužstvo Esbjerg fB (výhra 2:0 doma a remíza 0:0 venku) do třetího předkola Evropské ligy UEFA 2019/2020, kde jej vyřadil po prohře 0:5 venku a remíze 1:1 doma klub Turín FC z Itálie.

#### Sezóna 2020
Svoji první branku v lize v této sezoně vsítil v 19. kole proti týmu FC Smolevichi (výhra 4:0), když v 69. minutě zvyšoval na průběžných 3:0. Poté rozvlnil síť soupeřovy svatyně 31. října 2020 v souboji s mužstvem FK Belšina Babrujsk (výhra 5:1). Na podzim se spoluhráči vypadli v prvním předkole Evropské ligy UEFA 2020/2021 po penaltovém rozstřelu s moldavským klubem FC Sfîntul Gheorghe. V ročníku 2020 vybojoval se Šachtěr Salihorsk ligový titul.

#### Sezóna 2021
Na začátku roku 2021 získal se svým zaměstnavatelem po výhře nad týmem FK BATE z města Borisov domácí Superpohár. Svůj první a zároveň jediný gól v sezoně dal proti mužstvu FC Isloch Minsk (výhra 4:0), když ve 41. minutě zvyšoval na průběžných 2:0. Se Šachtěrem vypadli v prvním předkole Ligy mistrů UEFA 2021/2022 po dvou prohrách 0:1 s Ludogorcem Razgrad z Bulharska a byli přesunuti do druhého předkola Evropské konferenční ligy UEFA 2021/2022, ve kterém nepostoupili přes lucemburský klub CS Fola Esch po prohrách 1:2 doma a 0:1 venku. V jarní části sezony pomohl svému týmu k obhajobě ligového primátu.

### Hapoel Ironi Kirjat Šmona FC
V zimním přestupovém období ročníku 2021/22 se dohodl na kontraktu na jeden a půl roku s celkem Hapoel Ironi Kirjat Šmona FC z Izraele, který o něj jevil zájem již v létě 2021. Ligový debut za Hapoel absolvoval v 18. kole hraném 16. ledna 2022 v souboji s Bejtarem Jeruzalém, když při remíze 2:2 nastoupil na první poločas. V Kajratu Šmona nakonec působil jen šest měsíců.

### Aris Limassol

#### Sezóna 2022/23
V červenci 2022 přestoupil do kyperského týmu Aris Limassol, se kterým podepsal dvouletou smlouvu. S Arisem se krátce po svém příchodu představil ve druhém předkole Evropské konferenční ligy UEFA 2022/2023, kde vypadli se spoluhráči po domácí výhře 2:0 a venkovní prohře 0:3 s ázerbájdžánským mužstvem Neftçi Bakı PFK. 
Premiéru v lize si zde připsal v úvodním kole v derby proti klubu AEL Limassol, když při domácím vítězství 2:1 odehrál celých 90 minut. 24. února 2023 dal v dresu Arisu Limassol svoji první branku v sezoně, když se trefil ve 35. minutě do sítě týmu Pafos FC (remíza 1:1). Podruhé v ročníku skóroval v duelu s městským rivalem Apollonem Limassol, když v 67. minutě zaznamenal jediný a tudíž vítězný gól utkání. V jarní části sezony 2022/23 vybojoval se svým zaměstnavatelem titul, který byl první v historii Arisu.

#### Sezóna 2023/24
V létě 2023 prodloužil s vedením kontrakt o tři roky a 21. července 2023 získal s Arisem Limassol domácí Superpohár. S týmem postoupil přes BATE Borisov (výhry 6:2 doma a 5:3 venku) do třetího předkola Ligy mistrů UEFA 2023/2024, ve kterém vypadli se spoluhráči po prohrách 1:2 doma a 0:1 venku s Rakówem Częstochowa z Polska a byli přesunuti do čtvrtého předkola - play-off Evropské ligy UEFA 2023/2024, kde vyřadili slovenské mužstvo ŠK Slovan Bratislava (prohra 1:2 venku a výhra 6:2 doma) a postoupili do skupinové fáze této soutěže. S Arisem byl zařazen do základní skupiny C, kde v konfrontaci se soupeři: AC Sparta Praha (Česko), Rangers FC (Skotsko) a Real Betis (Španělsko) skončili na čtvrtém místě tabulky a do jarní vyřazovací části se spoluhráči nepostoupili.

### ŠK Slovan Bratislava
Před ročníkem 2024/2025 se vrátil po mnoha letech do vlasti a dohodl se na tříleté smlouvě se Slovanem Bratislava. Se Slovanem postoupil na podzim 2024 přes severomakedonský klub FC Struga (výhry 4:2 doma a 2:1 venku), tým NK Celje ze Slovinska (remíza 1:1 venku a výhra 5:0 doma), mužstvo APOEL FC z kyperského města Nikósie (výhra 2:0 doma a remíza 0:0 venku) a celek FC Midtjylland z Dánska (remíza 1:1 venku a výhra 3:2 doma) z prvního předkola až do hlavní části Ligy mistrů UEFA 2024/2025, do které se bratislavský klub dostal poprvé ve své historii. V ligové fázi tehdy hrající se novým formátem se se spoluhráči střetli s týmy Manchester City FC (Anglie) - (prohra 0:4 doma), FC Bayern Mnichov (Německo) - (prohra 1:3 venku), Atlético Madrid (Španělsko) - (prohra 1:3 venku), AC Milán (Itálie) - (prohra 2:3 doma), GNK Dinamo Záhřeb (Chorvatsko) - (prohra 1:4 doma), Celtic FC (Skotsko) - (prohra 1:5 venku), VfB Stuttgart (Německo) - (prohra 1:3 doma) a Girona FC (Španělsko) - (prohra 0:2 venku) a v konečné tabulce složené ze všech mužstev postoupivších do ligové fáze skončili na 35. místě a do vyřazovací fáze nepostoupili. Celkem v této sezoně pohárové Evropy odehrál Szöke 10 utkání, v nichž gól nedal. Ligový debut v dresu Slovanu si odbyl v úvodním kole hraném 27. července 2024 v souboji s mužstvem KFC Komárno (výhra 4:1), nastoupil na celé střetnutí. Na jaře 2025 vybojoval se Slovanem Bratislava po domácí výhře 4:3 nad celkem MŠK Žilina sedmý ligový titul v řadě.

### AEL Limassol
Před sezonou 2025/26 přestoupil za nespecifikovanou částku zpět na Kypr, konkrétně do klubu AEL Limassol.

## Klubové statistiky
Aktuální k 12. červnu 2025
| Sezona    | Klub                          | Soutěž         | Zápasy | Góly |
| --------- | ----------------------------- | -------------- | ------ | ---- |
| 2012/2013 | FO ŽP ŠPORT Podbrezová        | 2. liga        | 12     | 1    |
| 2013/2014 | FO ŽP ŠPORT Podbrezová        | 2. liga        | 8      | 0    |
| 2013/2014 | MFK Ružomberok (host.)        | Corgoň liga    | 8      | 0    |
| 2014/2015 | FC ViOn Zlaté Moravce (host.) | Fortuna liga   | 21     | 0    |
| 2015/2016 | FO ŽP ŠPORT Podbrezová        | Fortuna liga   | 10     | 0    |
| 2016      | Šachťor Karaganda FK          | Premjer Ligasy | 29     | 3    |
| 2017      | Šachťor Karaganda FK          | Premjer Ligasy | 26     | 2    |
| 2018      | FK Šachtěr Salihorsk          | Vysšaja liga   | 28     | 2    |
| 2019      | FK Šachtěr Salihorsk          | Vysšaja liga   | 26     | 1    |
| 2020      | FK Šachtěr Salihorsk          | Vysšaja liga   | 24     | 2    |
| 2021      | FK Šachtěr Salihorsk          | Vysšaja liga   | 23     | 1    |
| 2021/2022 | Hapoel Kirjat Šmona           | Ligat ha'Al    | 14     | 0    |
| 2022/2023 | Aris Limassol                 | A' katigoría   | 31     | 2    |
| 2023/2024 | Aris Limassol                 | A' katigoría   | 31     | 0    |
| 2024/2025 | ŠK Slovan Bratislava          | Niké liga      | 15     | 0    |
| 2025/2026 | AEL Limassol                  | A' katigoría   |        |      |